# Moravský modrý
Moravský modrý je plemeno králíka vyšlechtěné na Moravě před víc než 100 lety. První písemná zmínka o něm je z roku 1904. Patří mezi velká plemena, váží 5-6 kg. Barva srsti je modrošedá. V České republice se chová 1 000 až 1 500 chovných zvířat.

## Vzhled
Moravský modrý se řadí k velkým plemenům, který se vyznačuje svou mohutností. U samců platí, že má robustnější a silnější hlavu než samice. Králice má naopak jemnější rysy a delší hlavu. Jejich uši jsou vzpřímené a měří 14,0–15,0 cm. Barva srsti je světle modrá a velice nápadně připomíná barvu oceli.
Váha se pohybuje od 5,5–8,0 kg, nicméně i přesto průměr dospělého jedince je 6,0–6,5 kg.